# Cinemafrica
CinemAfrica är en ideell förening som arbetar med att sprida afrikansk film i Sverige. Föreningen har sitt kontor i Stockholm och har funnits sedan 1996.
CinemAfrica arbetar för att öka utbudet av afrikansk film på biografer, festivaler, tv, samt för ökad distribution på dvd. Genom sin skolfilmsverksamhet lånar de ut filmer med anknytning till Afrika till skolor i  Sverige. Med filmens hjälp vill föreningen uppdatera bilden av Afrika och komplettera det svenska kulturutbudet med afrikanska bilder och röster.

## CinemAfrica Filmfestival
Varje år arrangerar CinemAfrica Nordens största afrikanska filmfestival, med namnet CinemAfrica Filmfestival. Festivalen arrangerades för första gången 1998 och ägde i början rum vartannat år. Afrikanska filmer visas på biografer runt om i Stockholm under sex dagar i februari eller mars. Till festivalen kommer varje år aktuella och framstående filmskapare och debattörer för att medverka i seminarier och samtal kring de filmer som visas. Det är både spelfilmer såväl som dokumentärfilmer och kortfilmer som visas och varje år har festivalen ett särskilt tema. 2009 var temat diaspora och 2012 var temat revolution.
CinemAfricas filmpris har delats ut sedan 2008. Priset består av en prissumma till filmens regissör samt att vinnarfilmen får distribution på svenska biografer via Folkets Bio. Vinnarfilmen får även DVD-distribution och kommer ut till skolor och bibliotek.

## Vinnare av CinemAfricas filmpris
| År   | Film                 | Originaltitel                | Regissör                          | Land     |
| ---- | -------------------- | ---------------------------- | --------------------------------- | -------- |
| 2008 | Regn över Conakry    | Il va pleuvoir sur Conakry   | Cheick Fantamady Camara           | Guinea   |
| 2009 | Teza                 |                              | Haile Gerima                      | Etiopien |
| 2010 | Atleten              | Atletu                       | Rasselas Lakews och David Frankel | Etiopien |
| 2011 | En man som skriker   | Un homme qui crie            | Mahamat-Saleh Haroun              | Tchad    |
| 2012 | Omar dödade mig      | Omar m'a tuer                | Roschdy Zem                       | Marocko  |
| 2013 | Idag                 | Tey                          | Alain Gomis                       | Senegal  |
| 2014 | Under the Starry Sky | Des étoiles                  | Dyana Gaye                        | Senegal  |
| 2016 | Let Them Come        | Maintenant ils peuvent venir | Salem Brahimi                     | Algeriet |
| 2017 | Kati Kati            |                              | Mbithi Masya                      | Kenya    |
| 2018 | I Am Not a Witch     |                              | Rungano Nyoni                     | Zambia   |